# Spilasma baptistai
Spilasma baptistai är en spindelart som beskrevs av Levi 1995. Spilasma baptistai ingår i släktet Spilasma och familjen hjulspindlar. Inga underarter finns listade i Catalogue of Life.